# Kristianstad (gemeente)
Kristianstad is een Zweedse gemeente in Skåne. De gemeente behoort tot de provincie Skåne län. Ze heeft een totale oppervlakte van 1346 km² en telde eind 2010 79.543 inwoners.

## Plaatsen
Kristianstad - Åhus - Tollarp - Hammar - Fjälkinge - Önnestad - Degeberga - Norra Åsum - Färlöv - Viby - Gärds Köpinge - Everöd - Arkelstorp - Rinkaby - Vinnö - Hammarslund - Balsby - Österslöv - Linderöd - Yngsjö - Ovesholm - Östra Sönnarslöv - Bäckaskog - Torsebro - Huaröd - Vittskövle - Nyehusen och Furuboda - Yngsjöstrand - Vanneberga - Bjärlöv - Maglehem - Vånga - Skepparslöv - Kiaby - Nymö - Gringelstad - Fjälkestad - Horna - Träne - Tosteberga - Oppmanna - Djurröd - Rickarum - Ripa - Tings Nöbbelöv - Lyngby - Ekestad - Mjönäs - Ivö - Övarp - Barum - Venestad - Fjäringsgården - Östervång - Kjuge - Ullstorp

## Kastelen
Trolle-Ljungby
Ängelholm · Åstorp · Båstad · Bjuv · Bromölla · Burlöv · Eslöv · Hässleholm · Helsingborg · Höganäs · Höör · Hörby · Kävlinge · Klippan · Kristianstad · Landskrona · Lomma · Lund · Malmö · Örkelljunga · Osby · Östra Göinge · Perstorp · Simrishamn · Sjöbo · Skurup · Staffanstorp · Svalöv · Svedala · Tomelilla · Trelleborg · Vellinge · Ystad